# Pokémon Pikachu

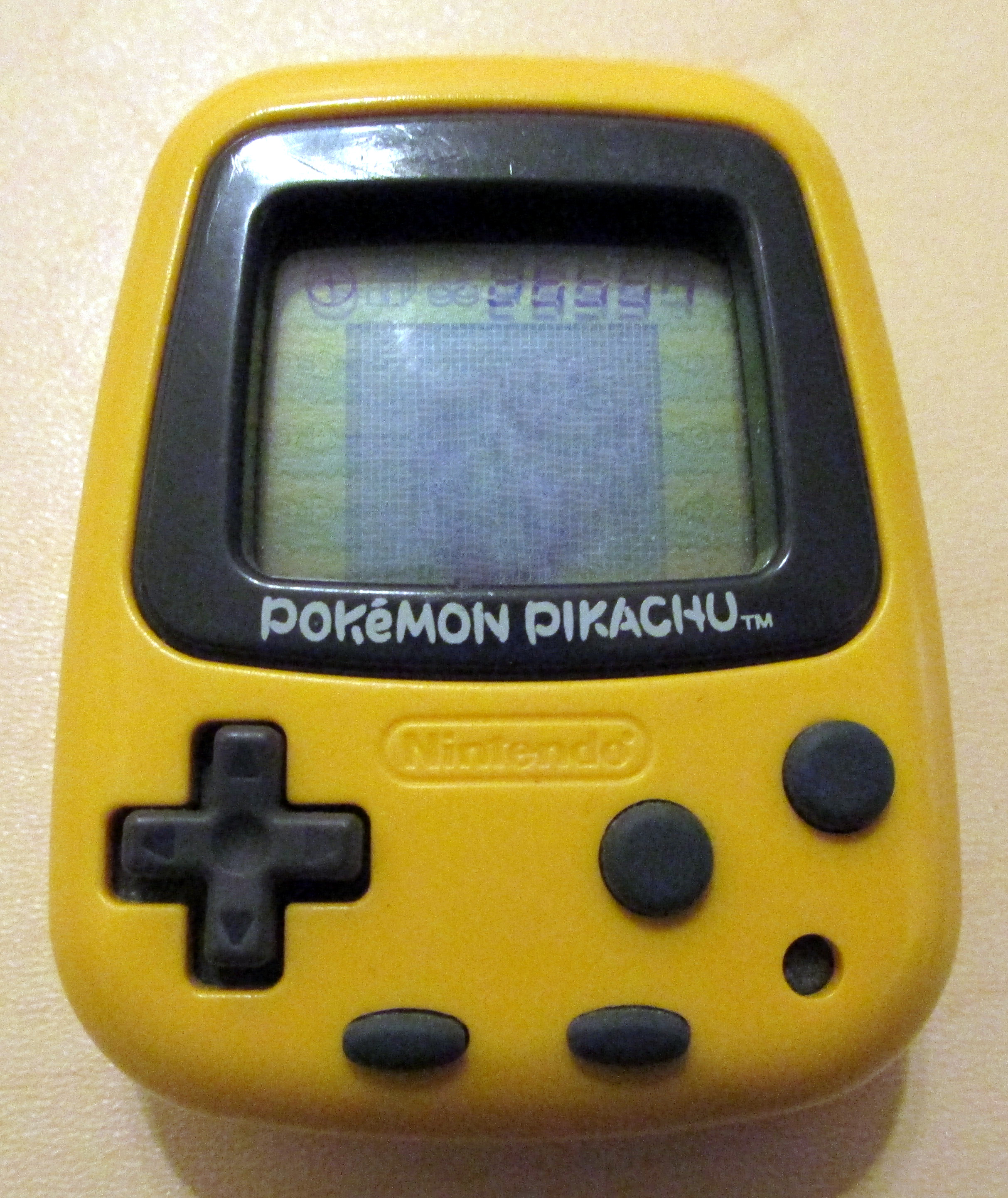
Pokémon Pikachu.

Pokémon Pikachu, también conocido como Pocket Pikachu (ポケットピカチュウ?)  en Japón, fue una serie de dos mascotas digitales portátiles Pokémon (similares a los Tamagotchi) que tienen como personaje a la mascota de Pokémon, Pikachu. Fue lanzado el 27 de marzo de 1998, en Japón y el 2 de noviembre de 1998, en América del Norte),  fue lanzado como un juguete de ejercicio y mencionado por Guinness Registros Mundiales al juguete de ejercicio más popular de su tiempo.

## Jugabilidad
El primer modelo, era un dispositivo de color que se parecía a un Game Boy, tenía una pantalla LCD en blanco y negro que se usaba para mostrar animaciones de Pikachu haciendo actividades. A difierencia de otras mascotas virtuales de la época aquel Pikachu no necesita ser alimentado, bañado, o limpiado. El Pokémon Pikachu puede ser atado a un cinturón y utilizado como podómetro. Con cada veinte pasos, el Pokémon Pikachu le da a su usuario un vatio, una moneda virtual utilizada para comprarle regalos a Pikachu. Las actividades se desbloquean cuando el jugador juega más tiempo con su Pikachu. Si Pikachu es desatendido expresará rabia y finalmente rechazará al jugador en vez de morir como otras mascotas virtuales.
El segundo modelo, Pokémon Pikachu 2 GS, está disponible en carcasa transparente y plateada con una pantalla a color con más animaciones. Posee un puerto de infrarrojos para conectarse con Pokémon Gold, Silver y Crystal a través de la opción de Mystery Gift, que utiliza los infrarrojos de la Game Boy Color lo cual permitía a los jugadores intercambiar sus vatios por objetos en los juegos. Aunque el modo Mystery Gift poseía un límite entre los cartuchos de Game Boy, Pokémon Pikachu solo poseía el límite de vatios disponibles bloqueado por región. También se podían mandar vatios a otros Pokémon Pikachu 2.

## Otros modelos
Pokémon y su mascota Pikachu fueron las únicas franquicias que utilizaron este dispositivo fabricado por Nintendo. Sakura Taisen, una franquicia de SEGA con licencia de RED Entertainment, lanzó una mascota virtual en el mismo estilo que el Pokémon Pikachu 2 llamada Pocket Sakura (ポ ケ ッ ト サ ク ラ). Fueron desarrollados por Júpiter y lanzados junto con Sakura Taisen GB. Sin embargo Sega no pudo publicar ninguno de ellos porque eran rivales de Nintendo así que la publicación estuvo a cargo de Media Factory .
Sanrio, responsable la  Hello Kitty, recibió la autorización Nintendo para desarrollar el Pocket Hello Kitty. Con un diseño similar al del primer Pokémon Pikachu, con un juego basado en HelloKitty y sus amigos, poseía una carcasa rosa.

## Pokéwalker
Un dispositivo similar al Pokémon Pikachu, llamado Pokéwalker, vienía incluido con Pokémon HeartGold y SoulSilver  y se comunica directamente con los infrarrojos integrados en el dispositivo. El dispositivo le permite al  jugador transferir un Pokémon de su juego al Pokéwalker. El usuario puede coger Pokémon y conseguir elementos a cambio de vatios.